# Зубец, Анатолий Михайлович
Анатолий Михайлович Зубе́ц (укр. Анатолій Михайлович Зубець; р. 1952) — мастер по работе с полиграфическим оборудованием.

## Биография
Родился 11 сентября 1952 года в Хуторе Тетеревский. В 1967—1970 годах учился в Киевском ГПТУ-6.
С 1970 года работал линотипистом Киевского полиграфического комбината, в 1974—1994 — наборщик на машинах Главного предприятия «Полиграфкнига», с 1994 года работает технологом компьютерной участки типографии при КМ Украины.

## Награды и премии
- Государственная премия УССР имени Т. Г. Шевченко (1983) — за внедрение новых принципов конструирования, оформления и полиграфического исполнения произведений классиков марксизма-ленинизма и выдающихся деятелей коммунистического и рабочего движения (К. Маркс «Капитал», «Гражданская война во Франции», «И всё-таки она вертится!»)[2].